# Rydzewo (gromada w powiecie drawskim)
Rydzewo – dawna gromada, czyli najmniejsza jednostka podziału terytorialnego Polskiej Rzeczypospolitej Ludowej w latach 1954–1972.
Gromady, z gromadzkimi radami narodowymi (GRN) jako organami władzy najniższego stopnia na wsi, funkcjonowały od reformy reorganizującej administrację wiejską przeprowadzonej jesienią 1954 do momentu ich zniesienia z dniem 1 stycznia 1973, tym samym wypierając organizację gminną w latach 1954–1972.
Gromadę Rydzewo z siedzibą GRN w Rydzewie utworzono – jako jedną z 8759 gromad na obszarze Polski – w powiecie drawskim w woj. koszalińskim na mocy uchwały nr 43/54 WRN w Koszalinie z dnia 5 października 1954. W skład jednostki weszły obszary dotychczasowych gromad Rydzewo, Nętno i Żółte ze zniesionej gminy Rydzewo w tymże powiecie. Dla gromady ustalono 10 członków gromadzkiej rady narodowej.
1 stycznia 1958 do gromady Rydzewo włączono obszar zniesionej gromady Łabędzie (oprócz wsi Karsibór) w tymże powiecie.
31 grudnia 1959 do gromady Rydzewo włączono obszar zniesionej gromady Dołgie (bez wsi Borne i Gronowo) oraz wieś Olchowiec z gromady Drawsko Pomorskie w tymże powiecie.
31 grudnia 1961 z gromady Rydzewo wyłączono obszary dwóch kompleksów leśnych Nadleśnictwa Państwowego Kłącko (15,10 ha i 4,40 ha), włączając je do gromady Brzeźno w powiecie świdwińskim w tymże województwie; do gromady Rydzewo włączono natomiast obszar gruntów PGR Tęczyn i Przytoń (80,62 ha) z gromady Brzeźno w powiecie świdwińskim w tymże województwie.
Gromada przetrwała do końca 1972 roku, czyli do kolejnej reformy gminnej.